# 1377
1377 (MCCCLXXVII) a fost un an obișnuit al calendarului iulian, care a început într-o zi de sâmbătă.

## Evenimente
- 17 ianuarie: Ia sfârșit "exilul babilonian" al Papalității, o dată cu intrarea lui Gregore al XI-lea în Roma.
- 2 august: Forțele ruse îi înving pe mongoli.
- 17 noiembrie: Un document emis de regele Ludovic I al Ungariei, a permis începerea construirii Castelului Bran pe vârful unei stânci (finalizată în 1378), folosit ca punct vamal.

### Nedatate
- iulie: A fost tipărită cartea Jikji la templul Heungdeok din Jeonju, Coreea (atunci Joseon). Jikji este prima carte tipărită cu caractere din metal din lume care a rămas până astăzi.
- Papa Gregorie al XI-lea îl acuză pe John Wycliff de erezie. Wycliff este convocat în fața Episcopului Londrei să răspundă acuzațiilor, dar agitația generată de masele revoltate creează suficientă presiune pentru încetarea procesului.

## Nașteri
- dată necunoscută: Filippo Brunelleschi  (d. 1446)
- dată necunoscută: Ștefan Lazarevici  (d. 1427)
- dată necunoscută: Ernest I, Duce al Austriei duce al Austriei (1377-1424) (d. 1424)
- 15 februarie: Ladislau de Napoli  (d. 1414)
- 5 octombrie: Ludovic al II-lea de Anjou  (d. 1417)
- 19 septembrie: Albert al IV-lea, Duce al Austriei duce al Austriei (d. 1404)
- februarie: Gheorghe Brancovici al Serbiei  (d. 1457)
- dată necunoscută: Harihara al II-lea  (d. 1404)

## Decese
- 21 iunie: Eduard al III-lea, rege al Angliei (n. 1312)